# Майкъл Шейбон
Майкъл Шейбон (на английски: Michael Chabon) е американски писател.
Известен е предимно с романите и разказите си с темите мъжество, бащинство, самота и раздяла.
Магистърската му теза в Калифорнийския университет в Ървайн – роман, озаглавен The Mysteries of Pittsburgh („Мистериите на Питсбърг“), се превръща в първия му бестселър, за който получава и рекорден аванс от 155 хиляди долара. Романът му The Yiddish Policemen's Union печели Хюго и Небюла, както и наградата Sidewise за алтернативна история.

## Творчество
Романи
- The Mysteries of Pittsburgh (1988)
- Wonderboys (1995)
- The Amazing Adventures of Kavalier and Clay (2000)
Невероятните приключения на Кавалиер и Клей, изд. „Еднорог“, 2017 г., прев. Стефан Аврамов
- Summerland (2002)
- The Final Solution (2004)
- The Yiddish Policemen's Union (2007)
- Gentlemen of the Road (2007)
- Telegraph Avenue (2012)[6]
- Moonglow (2016)

Сборници с разкази
- A Model World and Other Stories (1991)
- Werewolves in Their Youth (1999)

На български
- Разкази в сп. „Съвременник“, бр. 4 от 2013 г.

За него
- Costello, Brannon (ed.). Conversations with Michael Chabon. University Press of Mississippi, 2015. [Сборник с интервюта, дадени между 1995 и 2012]
- Dewey, Joseph. Understanding Michael Chabon. University of South Carolina Press, 2014.
- Gibbs, Alan. Contemporary American Trauma Narratives. Edinburgh University Press, 2014.
- Groß, Florian. „'To emerge from its transitional funk': The Amazing Adventures of Kavalier & Clay's Intermedial Dialogue with Comics and Graphic Novels.“ Scandinavian Journal of Comic Art, vol. 1, no. 2 (Winter 2012), pp. 3 – 28.
- Huber, Irmtraud. Literature After Postmodernism: Reconstructive Fantasies. Palgrave Macmillan, 2014.
- Kavadlo, Jesse and Batchelor, Bob (eds.). Michael Chabon's America: Magical Words, Secret Worlds, and Sacred Spaces. Rowman & Littlefield, 2014. [сборник с есета, отнасящи се до различни аспекти на творческата работа на Шейбън към излизането на Telegraph Avenue]
- Levine, Daniel B. „Josef Kavalier's Odyssey: Homeric Echoes in Michael Chabon's The Amazing Adventures of Kavalier & Clay“. International Journal of the Classical Tradition, vol. 17, no. 4 (December 2010), pp. 526 – 555.
- Scanlan, Margaret. „Strange Times to Be a Jew: Alternate History after 9/11“ in Duvall, John and Markzec, Robert (eds.). Narrating 9/11: Fantasies of State, Security, and Terrorism . Johns Hopkins University Press, 2015. [съдържа дискусия на The Yiddish Policemen's Union]